# Kétújfalu
Kétújfalu é um município da Hungria, situado no condado de Baranya. Tem 16,3 km² de área e sua população em 2019 foi estimada em 697 habitantes.